# Gare de Bourcefranc
Ne doit pas être confondu avec Gare du Chapus.
La gare de Bourcefranc est une gare ferroviaire française, fermée, de la ligne de Cabariot au Chapus, située sur le territoire de la commune de Bourcefranc-le-Chapus, dans le département de la Charente-Maritime, en région Nouvelle-Aquitaine.
C'est une halte lorsqu'elle est mise en service, en 1889, par l'Administration des chemins de fer de l'État qui fait évoluer son statut de halte à gare en 1931. Elle est fermée en 1971, lors de l'arrêt du service des voyageurs sur la ligne.

## Situation ferroviaire
Établie à 5 mètres d'altitude, la gare de Bourcefranc est située au point kilométrique (PK) 28,320 de la ligne de Cabariot au Chapus, entre les gares de Marennes, s'intercale l'arrêt des Bois de Pins, et du Chapus.

## Histoire
L'installation d'une halte ou station à Bourcefranc sur la commune de Marennes, se précise en 1880 avec une mise à l'enquête, dans le cadre du projet de ligne de Tonnay-Charente à Marennes et au Chapus. Le 20 décembre le ministre confirme qu'elle fait partie des points d'arrêts choisis.
La « halte de Bourcefranc » est mise en service le 17 février 1889 par l'Administration des chemins de fer de l'État, lorsqu'elle ouvre à une « exploitation restreinte » son « chemin de fer de Tonnay-Charente à Marennes et au Chapus ». L'ouverture officielle à une exploitation ordinaire de la « halte de Bourcefranc » a lieu le 1er juillet 1889.
Lors de la séance du 12 septembre 1893 l'assemblée adopte un vœu pour « que la halte de Bourcefranc soit transformée en station ». Ce vœu est renouvelé le 4 avril 1894. Le ministre répond négativement du fait qu'il a demandé à ses services d'étudier cette question et qu'ils ont établi que cette demande a pour origine les ostréiculteurs dont les parcs sont établis entre la halte de Bourcefranc et la gare du Chapus : « au nombre de 21, dont 8 au Petit-Port, 9 à Daire et 4 à Sinche ; ils ont expédié en 1893 à la gare du Chapus 950 tonnes d'huîtres ». Ceux de Sinche ne sont pas concernés puisqu'ils sont à égale distance de la halte et de la gare. Les autres n'auraient un gain limité à 1 km, ou 1,5 km, ce qui ne justifie pas l'investissement, évalué à 7 700 françs pour ouvrir la halte au service de la petite vitesse, d'autant plus que le trafic sur le réseau resterait identique. 
La transformation de la halte en gare est homologuée le 7 octobre 1930 et appliquée le 21 janvier 1931. Le bâtiment d'origine est remplacé par un autre plus important.
La ligne, et la gare, seront fermées au service des voyageurs le 26 septembre 1971.

## Patrimoine ferroviaire
Un lotissement de maisons individuelles a été construit sur l'emprise de la gare, la plateforme de la ligne a été conservée et réhabilitée en voie cyclable depuis le lieu dit "La Vinçonnerie" qui est la bifurcation de Cabariot.